# Jan Svoboda
Jan Svoboda, né le 3 mai 1969, est un ancien joueur de basket-ball tchécoslovaque, puis tchèque. Il évolue au poste de pivot.